# Henry Cow
Henry Cow byla britská experimentální hudební skupina, kterou založili na Cambridgeské universitě Fred Frith a Tim Hodgkinson v roce 1968. Tito dva členové byli jedinými, kteří ve skupině vydrželi po celou dobu její existence. Dále se ve skupině prostřídalo kolem patnácti dalších hudebníků. Skupina vydala celkem pět studiových alb; z toho dvě společná se skupinou Slapp Happy. Skupina se rozpadla 1978. Byla rovněž součástí hnutí Rock in Opposition.

## Diskografie
Studiová alba
- Legend (1973)
- Unrest (1974)
- Desperate Straights (1975) − se skupinou Slapp Happy
- In Praise of Learning (1975) − se skupinou Slapp Happy
- Western Culture (1979)

Koncertní alba
- Henry Cow Concerts (1976)
- Stockholm & Göteborg (2008)

Kompilace a box sety
- The Virgin Years – Souvenir Box (1991)
- Henry Cow Box (2006)
- The 40th Anniversary Henry Cow Box Set (2009)